# Голяма Адрия
Голяма Адрия е континент, съществувал преди около 140 милиона години и с размерите на Гренландия – който по-късно е избутан под южна Европа.

## История
Откриването на Голяма Адрия е резултат на проучвания, продължили над десет години. Континентът е представен пред обществеността през септември 2019 г. Открит е чрез симулации на тектонските плочи със софтуера GPlates software. В проучването се установява, че с течение на времето континентът започнал да се сблъсква с Южна Европа. В резултат на това, Голяма Адрия започнала да потъва. Така той изчезнал под Европа и затова никога не се появил на карта на земното кълбо.

## География
Преди около 100 до 120 милиона години, Велика Адрия се разбива в Европа и започва да пада под нея, но някои скали са твърде леки и затова не потъват в мантията на Земята. Единствените видими останки от Голяма Адрия са варовици и други скали, открити в планинските вериги на Южна Европа. Учените смятат, че тези скали са започнали като морски утайки, а по-късно са били изстъргани от повърхността на сушата и повдигнати при сблъсъка на тектонски плочи. Освен това, чрез използване на сеизмични вълни за генериране на компютърна томография (подобни на изображения) са открити плочи от кора, които са потънали в мантията[ неясно? ]. Това проучване показва, че части от Голяма Адрия сега лежат на 1000 километра под повърхността на нашата планета.